# Leocadio Machado
Leocadio Machado López (c. 1865-1947) fue un escritor, abogado y profesor español.

## Biografía

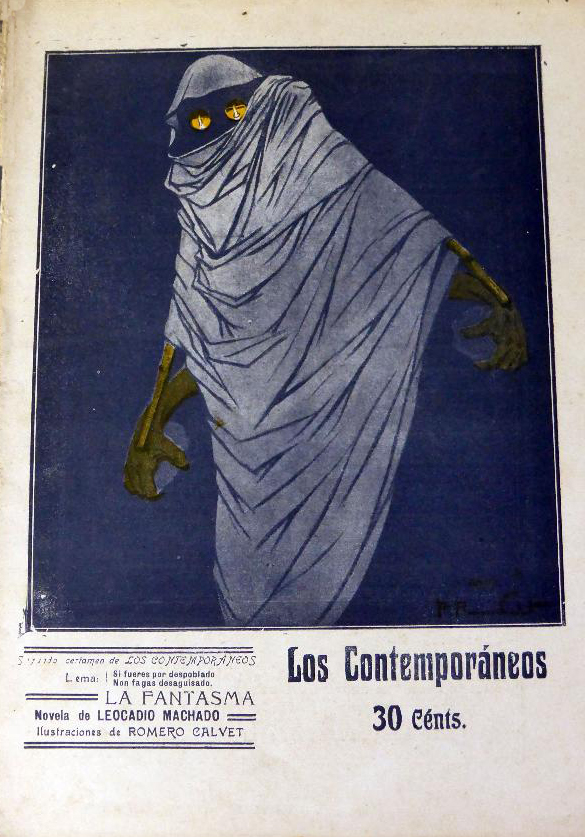
La fantasma (1911) en Los Contemporáneos

Habría nacido hacia 1865. En 1934 se le tributó un homenaje al colocar una lápida con una inscripción en su honor, en una playa de El Médano a la que se le dio su nombre. Falleció hacia el 25 de junio de 1947. Entre sus publicaciones se encontraron textos como La fantasma (1911), El loco de la playa (1925) y El fantasma del Valle (1928).